# HMS Mahratta (G23)
Le HMS Mahratta est un destroyer de classe M en service dans la Royal Navy pendant la Seconde Guerre mondiale.
Commandé sous le nom de HMS Marksman, sa quille est posée le 18 août 1941 au chantier naval Scotts Shipbuilding and Engineering Company de Greenock, en Écosse. Il est lancé sous le nouveau nom de Mahratta le 28 juillet 1942 et mis en service le 8 avril 1943 sous le commandement du lieutenant commander Eric Arthur Forbes Drought.

## Historique
Sa construction fut retardée par le bombardement de son chantier. Après s’être entraîné à Scapa Flow d'avril à mai 1943, le Mahratta rejoint la 3e flottille de destroyers affecté à la Home Fleet. En mai, le Mahratta escorte le RMS Queen Mary à travers l’ Atlantique. À partir du 4 juin, il participe à la relève de la garnison du Spitzberg, prenant la mer deux jours avant avec les HMS Musketeer et le HMS Onslaught. Il est ensuite engagé dans les opérations Camera et Governor, une simulation d’un débarquement de grande envergure en Norvège et une action contre le Tirpitz, alors que le vrai débarquement à lieu en Sicile le 10 juillet 1943. Les autres navires participants étaient les HMS Duke of York, USS Ellyson, USS Emmons, USS Fitch, HMS Furious, HMS Glasgow, USS Macomb, HMS Meteor, HMS Milne, HMS Musketeer, USS Rodman et USS South Dakota, HMS Anson, USS Alabama et HMS Illustrious.
Il fait ensuite partie de l’écran du 10e escadron de croiseurs chargé de couvrir le passage d’un groupe de destroyers à destination de Kola (août 1943).
Le 8 octobre 1943, il recueille six membres d’équipage d’un Halifax du 58e escadron (avion ‘B’) abattu lors de la destruction du U-221 dans le golfe de Gascogne le 27 septembre 1943. Il escorte ensuite le HMS Valiant endommagé, arrivant à Plymouth le 10 octobre.
Le Mahratta est de retour au sein de la Home Fleet ce même mois, retrouvant alors les convois vers l’Arctique. Il va ainsi escorter les convois JW 56 B et RA 56 avant de prendre en charge le convoi JW 57. Ce convoi de 43 navires marchands est escorté par le porte-avions d’escorte HMS Chaser, le croiseur HMS Black Prince et 17 destroyers quitte le Loch Ewe le 20 février 1944. Le convoi sera repéré par les allemands le 23 février. Dans la nuit du 25 février 1944, à 280 miles nautique du cap Nord il est touché par une torpille T-5 lancé par l'U-990. Il coule rapidement à la position 71° 17′ N, 13° 30′ E, entraînant avec lui 11 officiers et 208 membres d’équipages, ne laissant que 16 survivants (ou deux selon une autre source).

## Mémorial
Un monument à la mémoire de ceux qui ont perdu la vie lors des convois de l'Arctique a été inauguré à Mourmansk en 1991, à l'occasion du 50e anniversaire du premier convoi dans l'Arctique.